# Deinacrida
Deinacrida is een geslacht van rechtvleugeligen uit de familie Anostostomatidae. De wetenschappelijke naam van het geslacht is voor het eerst geldig gepubliceerd in 1842 door White. De verschillende soorten binnen dit geslacht staan ook wel bekend onder de naam Reuzenweta.

## Soorten
Het geslacht Deinacrida omvat de volgende soorten:
- Deinacrida carinata Salmon, 1950
- Deinacrida connectens Ander, 1939
- Deinacrida elegans Gibbs, 1999
- Deinacrida fallai Salmon, 1950
- Deinacrida heteracantha White, 1842
- Deinacrida mahoenui Gibbs, 1999
- Deinacrida parva Buller, 1894
- Deinacrida pluvialis Gibbs, 1999
- Deinacrida rugosa Buller, 1871
- Deinacrida sonitospina Salmon, 1950
- Deinacrida talpa Gibbs, 1999
- Deinacrida tibiospina Salmon, 1950